# Mario Riso
Mario Riso (Monza, 11 ottobre 1967) è un batterista e compositore italiano, creatore e direttore del progetto musicale/sociale Rezophonic. Ha collaborato con moltissimi artisti del panorama rock italiano ed è uno dei musicisti che contribuisce maggiormente ai progetti di Rock Tv.

## Biografia
Nato a Monza, si avvicina al mondo musicale già all'età di 6 anni come pianista classico, e
per circa tre anni cerca di trovare lo strumento adatto a lui.
A 17 anni scopre la batteria, che diventerà da quel momento il suo strumento.
Inizialmente affrontò gli studi dello strumento da autodidatta, poi successivamente fu seguito da due grandi insegnanti di batteria: Giorgio di Tullio e Walter Calloni.
Dopo anni di studio della batteria, nel 1985 entrò nei Royal Air Force, gruppo rock italiano fondato dal chitarrista Gianluca Brugnoli, subentrando ad Alberto Ponti. Con i R.A.F. pubblicò tre album, che ebbero molto successo nel periodo; tanto che Mario ebbe molte proposte per suonare all'estero (Joey DeMaio lo volle nei Manowar).
Dopo la separazione dei R.A.F., nel 1994 formò con lo stesso Gianluca Battaglion dei R.A.F. i Movida. Con essi andò avanti fino al 2002 pubblicando tre album di discreto successo.
Nel 2005, per festeggiare i 20 anni di carriera, ha creato il progetto Rezophonic con la collaborazione di innumerevoli artisti rock italiani.
Nella sua carriera ha suonato con moltissimi artisti, come Jovanotti e Gianluca Grignani, solo per citarne alcuni. Fondatore dei canali satellitare Rock Tv (Sky 718) ed Hip Hop Tv (Sky 720), Mario ha condotto la trasmissione “Morning Glory”, e si è occupato di selezionare e presentare quotidianamente il format “Sala Prove”. Da anni è tutor dei ragazzi partecipanti al Music village, contest nazionale dove i giovani possono esibirsi e accrescere il proprio bagaglio tecnico.
Nel 2014 esce il terzo album dei Rezophonic, “Rezophonic III”, sotto la Scarlet Records, in cui è contenuto il singolo “Dalla a me (io sicuramente non la spreco)” che ha vinto l'Italian Movie Award per aver affrontato un tema così importante.
Nel 2015 Mario torna a suonare con i Movida, ristampando il disco “Contro ogni tempo” da cui è tratto il singolo “Il ricamo della farfalla”.
Nel 2016 ricorre il decennale dei Rezophonic. Attualmente è attivo con il progetto Rock the Dj, dj set suonato dal vivo con la batteria.
L'11 Ottobre 2017 esce il primo disco solista di Mario Riso, "Passaporto", sotto l'etichetta Self, che vede il musicista anche al suo debutto come cantante con il singolo "Un Temporale"; un disco che esplora la carriera musicale del musicista dalle prime bacchette fino ad oggi. Un viaggio di 18 tracce che spazia tra generi diversissimi (il rock, la musica latina, l’hip hop e tanto altro), legati da un unico tocco artistico.
A Dicembre 2017 è uscita Inter Bells, progetto ideato dal FC Internazionale per il Natale 2017, insegnata sui social media del Club e fatta cantare dal vivo da Mario da oltre 50 mila tifosi allo stadio "Giuseppe Meazza, di cui è autore del testo, produttore e coordinatore del progetto. Il brano ha avuto tanta risonanza da ricevere due importanti riconoscimenti nelle categorie Live/Experiential e Social Media/Multiplatform Campaign, i Clio Sports Awards.
Il 30 aprile 2018 Mario ha realizzato e prodotto il singolo Mayday che vede l'unione dei Rezophonic e dei Lacuna Coil, creando un brano in cui rock e metal si uniscono e anticipano la nascita dell'album "Rezophonic IV".